# Göteborgs arkeologiska museum
Göteborgs arkeologiska museum fanns i Ostindiska huset. Det upphörde 1 juli 1993 då Göteborgs Stadsmuseum bildades och tog över dess verksamhet.
Museet hade sin bakgrund i en arkeologisk avdelning vid Göteborgs museum som bildades 1912. Göteborgs arkeologiska museum skapades 1946 genom omvandling av denna avdelning till ett eget museum.